# Jobinia trifurcata
Jobinia trifurcata är en oleanderväxtart som först beskrevs av August Heinrich Rudolf Grisebach, och fick sitt nu gällande namn av Liede och Meve. Jobinia trifurcata ingår i släktet Jobinia och familjen oleanderväxter. Inga underarter finns listade i Catalogue of Life.